# Zwartfigurige stijl

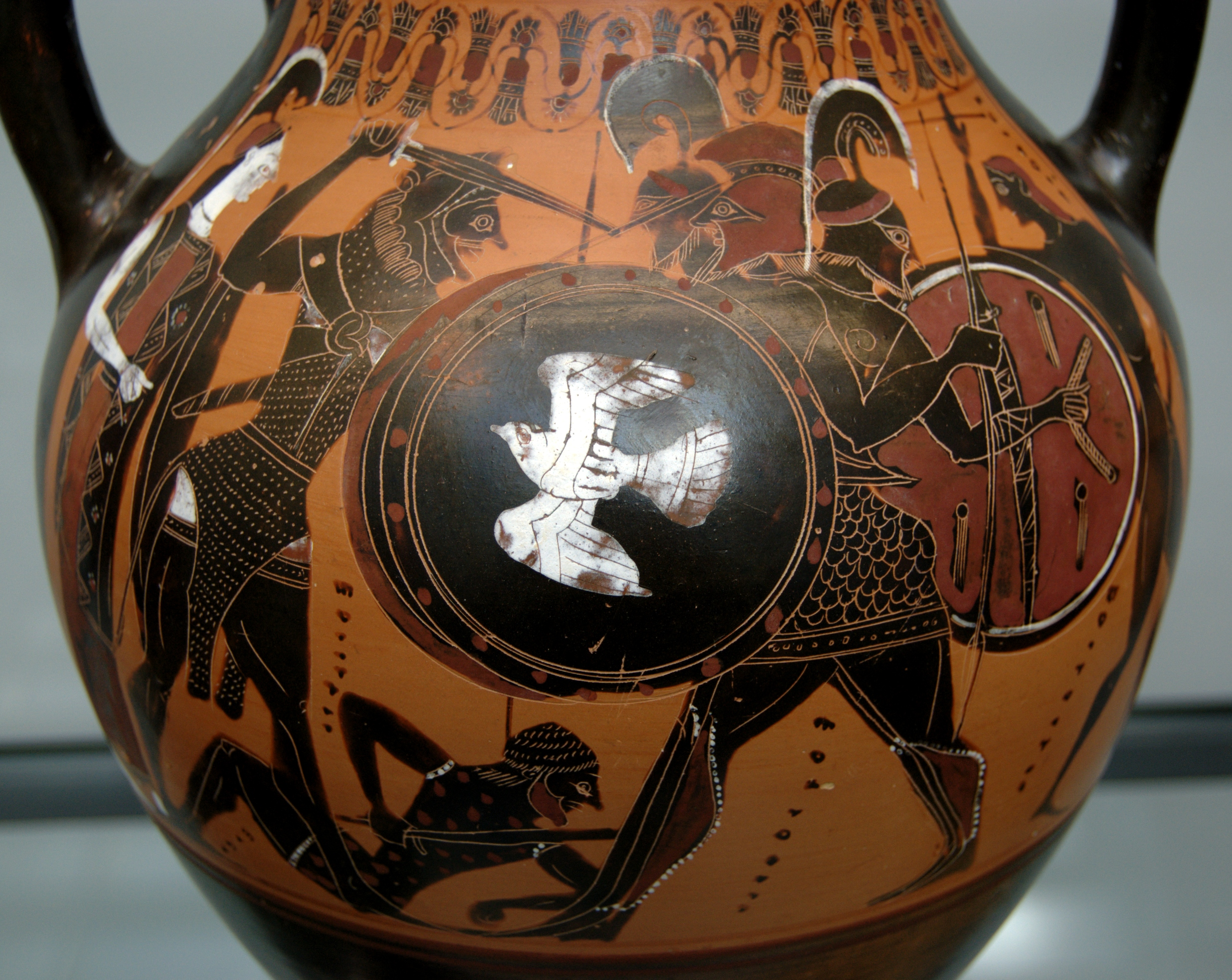
Heracles en Geryon op een Attische zwartfigurige amfora met een dikke laag vernis, ca. 540 v.Chr.

De zwartfigurige stijl van beschildering van oud-Grieks aardewerk (Grieks: μελανόμορφα, melanomorpha) is een van de latere stijlen voor het decoreren van Griekse vazen in de oudheid. Het was met name in algemeen gebruik tussen de 7e en de 5e eeuw v.Chr., maar er zijn ook exemplaren uit de 2e eeuw v.Chr. Stilistisch gezien kan de stijl onderscheiden worden van de voorafgaande oriëntaliserende stijl en de opvolgende roodfigurige stijl van aardewerk.

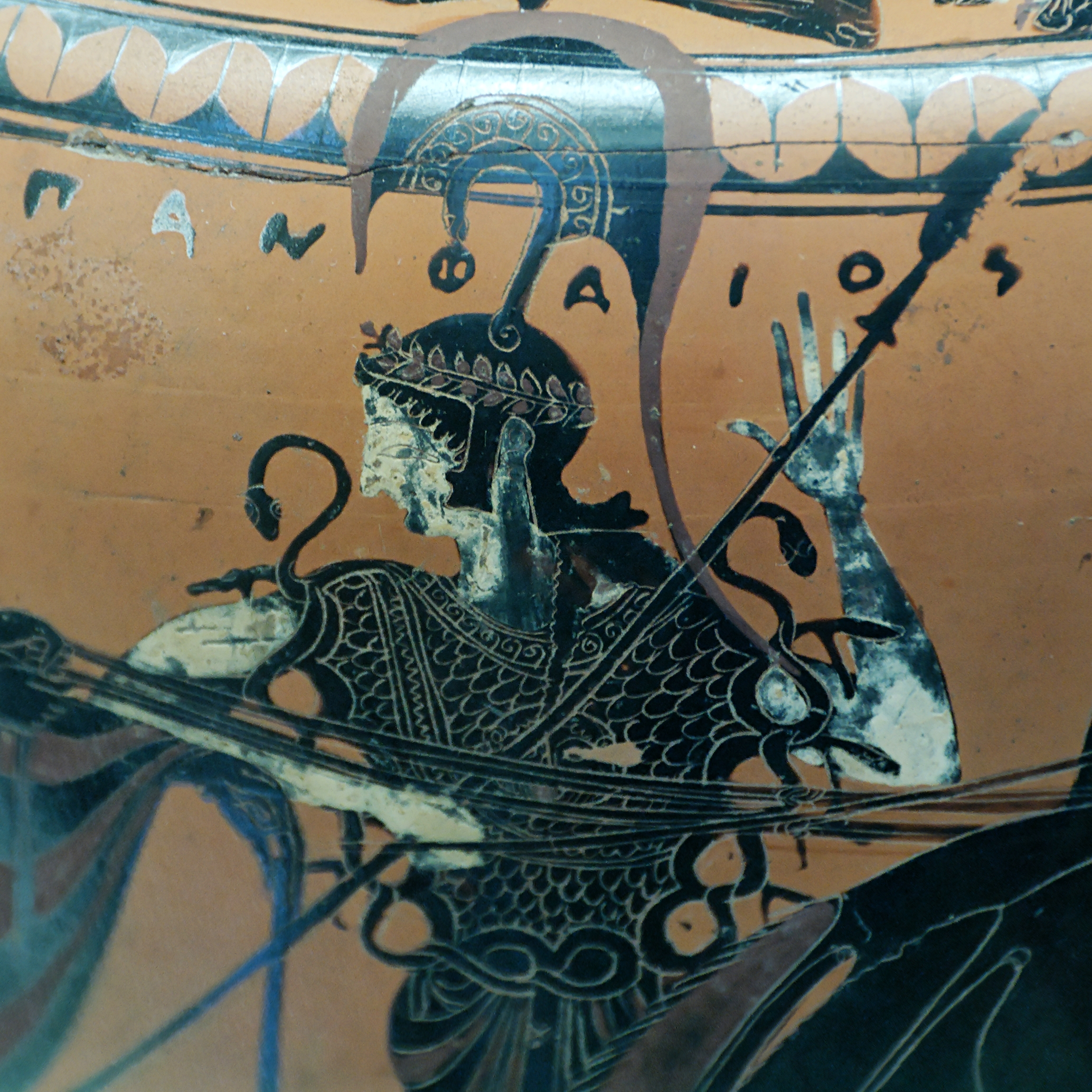
Athena met de aegis, Attisch zwartfigurige Hydria, ca. 540 v.Chr., gevonden in Tuscanië, nu in het Cabinet des Médailles, Parijs

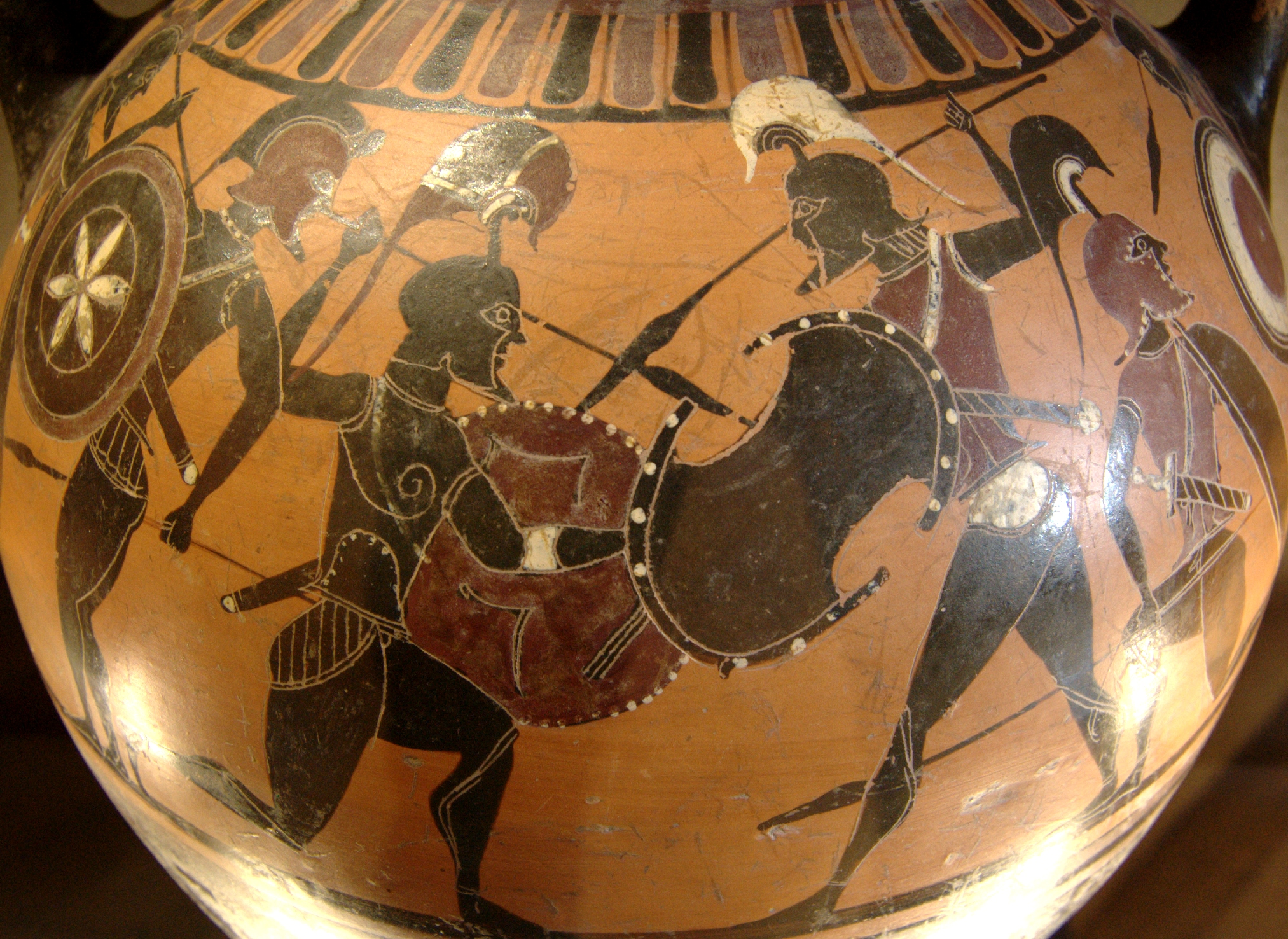
Scene van een zwartfigurige amfora uit Athene, 6e eeuw v.Chr., nu in het Louvre, Parijs

Figuren en ornamenten werden op het oppervlak van het aardewerk als een soort silhouet aangebracht. Delicate contouren werden voor het bakken in de verf gegraveerd. Details konden benadrukt worden door dekkende kleuren aan te brengen, meestal wit en rood. De belangrijkste centra voor deze stijl waren eerst het handelsknooppunt Korinthe en later Athene. Andere bekende productielocaties waren in Laconië, Boeotië, oostelijk Griekenland en Italië. Met name in In Italië ontwikkelden zich individuele stijlen die voor een groot deel bedoeld waren voor de Etruskische markt. Griekse zwartfigurige vazen waren zeer populair bij de Etrusken, blijkens veelvuldige import. Griekse kunstenaars maakten objecten speciaal voor de Etruskische markt, die verschilden in vorm en decoratie van hun normale producten. De Etrusken ontwikkelden ook hun eigen zwartfigurige keramiek op basis van Griekse modellen. 
Zwartfigurige beschildering van vazen was de eerste kunststijl die een aanzienlijk aantal duidelijk identificeerbare kunstenaars heeft opgeleverd. Sommigen zijn bekend onder hun echte namen, andere alleen door een in de wetenschappelijke literatuur pragmatisch gekozen naam. Attica was in het bijzonder het centrum voor bekende kunstenaars. Enkele bekende schilders van zwartfigurig keramiek waren:
- Clitias (570–560 v.Chr.)
- Nearchos (565–555 v.Chr.)
- Exekias (545-520 v.Chr.)
- de Naucratis schilder (575–550 v.Chr.)
- Sophilos (6e eeuw v.Chr.)